# North American, Central American and Caribbean Athletic Association
Die North American, Central American and Caribbean Athletic Association kurz NACAC ist der Kontinentalverband der nordamerikanischen, zentralamerikanischen und karibischen Leichtathletikverbände.
Die NACAC ist Teil von World Athletics. Derzeit hat die NACAC 32 Mitglieder. Die NACAC ist Ausrichter der NACAC Leichtathletik-Meisterschaften.
Die NACAC wurde am 10. Dezember 1988 in San Juan der Hauptstadt von Puerto Rico gegründet.

## Mitglieder der NACAC
| Land                           | Leichtathletik-Verband                                  |
| ------------------------------ | ------------------------------------------------------- |
| Amerikanische Jungferninseln   | Virgin Islands Track & Field Federation                 |
| Anguilla                       | Anguilla Amateur Athletic Federation                    |
| Antigua und Barbuda            | Athletic Association of Antigua & Barbuda               |
| Aruba                          | Arubaanse Atletiek Bond                                 |
| Bahamas                        | Bahamas Association of Athletic Associations            |
| Barbados                       | Amateur Athletic Association of Barbados                |
| Belize                         | Belize Amateur Athletic Association                     |
| Bermuda                        | Bermuda Track & Field Association                       |
| Britische Jungferninseln       | British Virgin Islands Amateur Athletic Federation      |
| Costa Rica                     | Federación Costarricense de Atletismo                   |
| Dominica                       | Dominica Amateur Athletic Association                   |
| Dominikanische Republik        | Federación Dominicana de Asociaciones de Atletismo      |
| El Salvador                    | Federación Salvadoreña de Atletismo                     |
| Grenada                        | Grenada Athletic Association                            |
| Guatemala                      | Federación Nacional de Atletismo de Guatemala           |
| Haiti                          | Fédération Haitienne d’Athlétisme Amateur               |
| Honduras                       | Federación Nacional Hondureña de Atletismo              |
| Jamaika                        | Jamaica Amateur Athletic Association                    |
| Cayman Islands                 | Cayman Islands Amateur Athletic Association             |
| Kanada                         | Athletics Canada                                        |
| Kuba                           | Federación Cubana de Atletismo                          |
| Mexiko                         | Federación Mexicana de Atletismo                        |
| Montserrat                     | Montserrat Amateur Athletic Association                 |
| Niederländische Antillen       | Nederklands Antilliaanse Atletiek Unie                  |
| Nicaragua                      | Federación Nicaragüense de Atletismo                    |
| Puerto Rico                    | Federación de Atletismo de Puerto Rico                  |
| St. Kitts und Nevis            | Saint Kitts & Nevis Amateur Athletic Association        |
| St. Lucia                      | Saint Lucia Athletics Association                       |
| St. Vincent und die Grenadinen | Team Athletics Saint Vincent & The Grenadines           |
| Trinidad und Tobago            | National Amateur Athletic Association Trinidad & Tobago |
| Turks- und Caicosinseln        | Turks & Caicos Islands Amateur Athletic Association     |
| Vereinigte Staaten             | USA Track & Field                                       |